# Proteïna Rab
Les Rab són unes molècules que pertanyen a la família de les proteïnes G i que intervenen en el transport intracel·lular. Les proteïnes Rab són unes petites proteïnes de la família de les proteïnes GTP-ases involucrades de manera essencial en aquest procés. La seva funció consisteix a regular el transport entre orgànuls assegurant l'especificitat d'aquest procés.
El transport vesicular dins de la cèl·lula és un procés extremadament complex basat en un elaborat sistema de túbuls i vesícules. Aquest procés de transport es pot dividir en quatre passos diferents: En primer lloc, es produeix la formació d'una vesícula. Seguidament, aquesta es desplaça per la cèl·lula fins a arribar a l'orgànul en el qual s'ha d'unir. Aquí, intentarà reconèixer el receptor de membrana amb el qual ha d'interaccionar i, un cop identificat, s'hi unirà per tal de lliurar-li el seu contingut.

## Transport vesicular
La seva funció recau en la seva capacitat d'hidrolitzar el GTP i oscil·lar entre la seva conformació unida al GTP i la conformació unida a GDP, siguent la primera la seva forma “activada”. La regulació d'aquest cicle es veu determinat pels components de la membrana en la qual es localitzen.

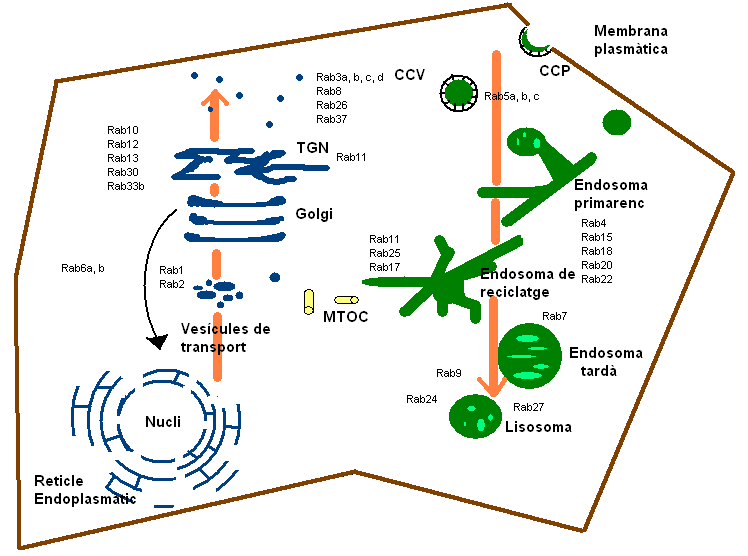
Esquema del transport vesicular dins de la cèl·lula

En primer lloc, quan la vesícula arriba al seu destí, es produeix una interacció entre les anomenades proteïnes SNARE. Aquestes estan presents tant en la membrana donadora (vSNARE) com en l'acceptora (tSNARE) i són complementaris entre si. Tanmateix, s'ha descobert que les SNAREs no són totalment específiques, de manera que per tal d'assegurar la correcte unió entre membranes és necessària un altre grup de proteïnes que garanteixin l'especificitat del procés. Aquestes proteïnes són les Rab. Les proteïnes Rab s'ancoren a la membrana quan s'activen per la unió a un nucleòtid de GTP i asseguren que no es produeixin errors d'ubicació a l'hora de realitzar la fusió de membranes.
Un cop s'ha produït correctament la interacció entre la membrana donadora i la receptora, la proteïna Rab hidrolitza el nucleòtid de GTP i és alliberada al citosol, on serà reciclada i reutilitzada per a un altre procés de transport.

## Família de les proteïnes Rab
La seqüenciació de diverses proteïnes Rab en cèl·lules animals han permès descobrir que hi ha cinc seqüències d'aminoàcids que es repeteixen en la majoria de proteïnes Rab. Quatre d'aquestes seqüències són imprescindibles per realitzar la hidròlisi de la molècula de GTP i són comunes en altres proteïnes de la família, mentre que la seqüència restant està implicada en la unió amb la proteïna de la membrana receptora.
En els mamífer s'han identificat fins al moment més de 60 proteïnes Rab, cada una de les quals es creu que està relacionada amb un transport vesicular concret. Es creu que el l'espècie humana hi ha com a mínim 63 proteïnes Rab.
A més del seu paper en el procés de fusió, recentment s'ha descobert que les proteïnes Rab estan implicades en altres esdeveniments. Es creu que aquestes GTP-ases determinen la distribució dels compartiments cel·lulars al llarg dels filaments del citoesquelet.
Algunes proteïnes Rab i les seves funcions es mostren en la taula següent:
| Rab 1  | Transport entre el reticle endoplasmàtic i l'aparell de Golgi.                                             |
| Rab 4  | Transport dels endosomes primerencs i tardans. Paper en el procés de reciclatge dels endosomes primerencs. |
| Rab 5  | Mobilitat dels endosomes.                                                                                  |
| Rab 6  | Transport entre l'aparell de Golgi i el reticle endoplasmàtic.                                             |
| Rab 9  | Transport entre els endosomes tardans i l'aparell de Golgi.                                                |
| Rab 13 | Involucrada en la formació d'unions estretes (tight junctions).                                            |

Encara avui en dia s'estan descobrint noves proteïnes Rab. És el cas de, per exemple, la proteïna RABRP1, aïllada en Drosophila melanogaster per part d'un equip d'investigadors japonesos de la Zoological Society l'any 2002.